# Günther Hober
Günther Hober (* 28. März 1975) ist ein ehemaliger österreichischer Fußballspieler.

## Karriere
Hober begann seine Karriere beim ASKÖ Mittlern, bei dem er auch in der Kampfmannschaft spielte. Im Jänner 1996 wechselte er zum Zweitligisten SAK Klagenfurt. Sein Debüt in der zweiten Liga gab er im März 1996, als er am 17. Spieltag der Saison 1995/96 gegen den Favoritner AC in der 70. Minute für Wolfgang Eberhard eingewechselt wurde. Mit dem SAK stieg er zu Saisonende in die Regionalliga ab.
Zur Saison 1998/99 kehrte er zu Mittlern zurück. Zur Saison 2005/06 wechselte er zum Eberndorfer AC, bei dem er nach der Saison 2008/09 seine Karriere beendete.